# Philodromus tabupumensis
Philodromus tabupumensis là một loài nhện trong họ Philodromidae.
Loài này thuộc chi Philodromus. Philodromus tabupumensis được Alexander Petrunkevitch miêu tả năm 1914.